# ツヅリ・ヅクリ
ツヅリ・ヅクリは、ボーカル、ピアノ担当のムム（菅井宏美）とパーカッション担当のてん（金山典世）の2人による、日本のアコースティックユニットである。Bellwood Recordsレーベル所属。

## メンバー
ムム　
ボーカル、ピアノ担当。本名は菅井宏美（すがいひろみ）。血液型A型。
ニックネームの由来は宏美の「宏」の字の中に「ム」が入っていることからムムと呼ばれるようになった。
美大出身で、ツヅリ・ヅクリのCDのジャケットやグッズなどの絵も手がけている。
ピアノ(シンセサイザー)は、クラビア製のnord stage88を使用。
日本酒党である。趣味は石集め。ウサギを飼っている。
利き手は左手、右の髪の毛が長い。
てん　
パーカッション担当。本名は金山典世（かなやまのりつぐ）。血液型O型。
ニックネームの由来はのりつぐの「典」をてんと読む事からてんと呼ばれるようになった。
元TOCA＆Gibraltarデモンストレーター。2015年には「Zildjian」のThe Zildjian Artistsに就任した。
カホンは、SCHLAGWERK製を使用。シンバルなどはZildjian製の製品を使用。
ビール党である。魚料理が得意である。オカメインコを飼っている。

## 概要
2010年8月6日に結成、結成後2カ月でミニアルバム「さかさまち」を発売。以降精力的な活動を行い、結成から３年半で計９種類のＣＤを発売した。YoutubeをはじめとするSNSなどを中心に人気を集めており、Youtubeの公式チャンネルではカバーソングの動画を始め、オリジナル曲のMVなどを公開している。チャンネル登録数は2万を超え、総再生数は500万回を超える。(2016年6月現在)2014年にはニコニコ超パーティIIIにも出演し、2016年には日テレの音楽番組「バズリズム」にて「ハイゼンベルク」のMVが２週連続で放送された。
2016年6月25日号のタワーレコードのフリーマガジンbounce392号のSPOTLIGHT!に記事掲載された。
2016年6月11日より【ネヲハリズム】リリース・ワンマンツアーを横浜・山口・石川・福井・大阪・静岡、ツアーファイナルを2016年9月3日に東京渋谷マウントレーニアで開催した。
2019年1月よりアウトドア用品メーカーの【キャプテンスタッグ】のアンバサダーに就任。

## ディスコグラフィ
公式サイトで詳細が確認できる。

### 音楽配信・OFFICIAL WEB 販売
| 種別 | アルバム名     | リリース日     |
| ---- | -------------- | -------------- |
| CD   | さかさまち     | 2010年10月16日 |
| CD   | こぼれが丘     | 2011年4月24日  |
| CD   | そらのすその空 | 2012年2月5日   |
| CD   | はじまりあとち | 2012年6月10日  |
| CD   | けものと花     | 2012年10月20日 |

## ミュージックビデオ
| 監督         | 曲名                                                                                 |
| 吉田ハレラマ | 「ツバメ」「紅い糸」「君の声が聞こえているよ」「君は最低の美少年」「ハイゼンベルク」 |
| 不明         | 「ネコヤナギ」                                                                       |

### 演奏
- 初花凛々
- カントリーロード
- たんぽぽ
- 運命の人
- ルージュの伝言
- アイデンティティ
- やさしさに包まれたなら
- デイ・ドリーム・ビリーバー
- I Don't Want To Wait
- ばらの花
- 旅立ちの日に
- ロビンソン
- One more time,One more chance
- チェリー
- 風になる
- 二人の箱庭
- 予感
- 春
- 涙は此処に置いて～ツナグ～
- SUN
- 1/6の夢旅人2002
- Everywhere You Look

## 主なライブ
- 2013年09月13日 - 原風景 2013 初秋
- 2013年11月07日 - .comfort presents ～triple ∞ .comfort～
- 2014年09月25日 - MUSIC for LIFE presents "秋の縁奏会"
- 2015年02月07日 - ツヅリ・ヅクリ × スペシャルサポート陣
- 2015年04月04日 - いいくぼさおり企画『24時間生配信ライブイベント』
- 2015年06月05日 - SAKAE SP-RING 2016
- 2016年07月31日 - hillsパン工場 LIVE
- 2016年09月03日 - Mt RAINIER HALL SHIBUYA 『ネヲハリズムツアー2016』ツアーファイナル
- 2017年05月27日 - 北参道ストロボカフェ『幻の中を歩いていく』ワンマンライブ